# Mark Dodds
Mark Dodds (Saskatoon, 19 juni 1983) is een Canadese volleybalcoach en voormalige volleyballer.
Dodds begon zijn sportcarrière in 2001 op de Universiteit van Saskatchewan, bij de sportdeel dat Huskies Athletes is genoemd. Hij speelde tot en met seizoen 2005/2006 in het volleyteam van de University of Saskatchewan Huskies. In 2006 sloot hij zich aan bij Team Canada Full Time Centre, waar hij werd opgeleid om een internationale speler te worden. Daarna speelde hij twee jaar bij SCC Berlin in Duitsland om in 2009 bij Knack Randstad Roeselare terecht te komen. Speelde ook daar twee jaar om daarna voor een jaar terug te keren bij SCC Berlin. Daarnaast speelde hij in het nationale team van Canada.
Na zijn Europese avontuur besloot Dodds terug te keren naar zijn eigen land en begon daar opleiding om trainer en coach te worden. Dat werd hij op de Universiteit van Saskatchewan, bij de mannen onder 19 jaar en eind 2015 werd Dodds de hoofdcoach van de topvrouwenploeg van de  University of Saskatchewan Huskies.